# Albert Depreitere
Albert Depreitere (Rumbeke, 12 oktober 1915 – Westrozebeke, 30 juni 2008) was een Belgisch wielrenner.
Hij won in 1935 de tweede editie van Gent-Wevelgem door zijn medevluchters van zich af te schudden en solo over de finish te komen.

## Belangrijkste overwinningen
1935
- Gent-Wevelgem

## Resultaten in voornaamste wedstrijden
| Jaar | Gent-Wevelgem |
| ---- | ------------- |
| 1934 | 15e           |
| 1935 | Goud          |